# Рубен Бланко
Рубен Бланко Веґа (нар. 27 травня 1995, Мос, Іспанія) — іспанський футболіст, воротар футбольної команди «Сельта». На правах оренди грає за «Марсель».

## Життєпис
Народився 27 травня 1995 року в місті Мос, Іспанія. Є вихованцем системи розвитку талантів «Сельти». У 2012-у році провів свій перший виступ за другу команду. У сезоні 2012/13 став повноцінним гравцем резервної команди «Сельта Б», разом з якою піднявся у третю лігу. 26 травня 2013 відбувся його перший виступ як гравця Прімери. В другій половині зустрічі «Вальядолідом» він замінив у воротах Хаві Вараса. Наступну гру проти «Еспаньйола» відіграв усі 90 хвилин.